# Bálint Lám
Bálint Lám (ur. 14 maja 1992 roku) – węgierski zapaśnik walczący w stylu klasycznym. Zajął dwunaste miejsce na mistrzostwach świata w 2015. Wicemistrz Europy w 2017. Piąty na igrzyskach europejskich w 2015.
Czwarty w Pucharze Świata w 2012 i 2014; piąty w 2015 i dziewiąty w 2013. Dziesiąty na igrzyskach wojskowych w 2019. Wicemistrz świata wojskowych w 2018. Trzeci na Uniwersjadzie w 2013. Akademicki mistrz świata w 2014 i 2016. Mistrz świata juniorów w 2012. Trzeci na ME juniorów w 2011 i 2012.
Mistrz Węgier w 2017 i 2018 roku.